# Fucile Sharps
Lo Sharps è un fucile statunitense di grosso calibro, utilizzato nel XIX secolo, prodotto dal 1848 al 1881. Rinomato per la potenza e per l'elevata precisione sulle grandi distanze, fu utilizzato da cacciatori di bisonti e orsi, nonché nella Guerra di Secessione. Per le sue caratteristiche si guadagnò una fama che è arrivata fino ai nostri giorni come una delle armi protagoniste della "Conquista del West".

## Descrizione tecnica
L'arma funziona a retrocarica e a percussione, secondo il principio del blocco cadente (slanting breech), con un otturatore a scorrimento verticale. Si abbassa una leva posta sotto il grilletto sbloccando l'otturatore che chiude posteriormente la culatta e scorrendo verso il basso rende accessibile la camera di scoppio alla cartuccia (completamente in carta) contenente polvere e proietto. Rialzando la leva questa respinge in su il congegno richiudendo la culatta, in quel movimento una piccola lama strappa la carta posteriore della cartuccia lasciando così la polvere a contatto con il canale di passaggio della fiammata dell'innesco: l'acciarino deve poi essere armato manualmente, e la capsula d'innesco posta sul luminello, percossa dal cane, causa lo sparo.
Lo Sharps presenta un curioso sistema di innesco, costituito da un nastro metallico di capsule arrotolato e inserito in un apposito alloggiamento in prossimità del cane. Quando il tiratore preme il grilletto e il cane si abbassa, una ruota dentata muove il nastro e un innesco si interpone tra cane e luminello: il cane abbattendosi lo "afferra" e lo colloca sul luminello percuotendolo allo stesso tempo. 
Il sistema funzionava bene e si prestava molto meglio all'uso a cavallo o in combattimento rispetto alle tradizionali capsule da porre manualmente. La cartuccia impiegata, calibro .52 sparava un proiettile da 475 grani con una carica di polvere nera di 50 grani (3,2gr), a quei tempi una delle più potenti cartucce standard per armi lunghe militari.
Una raffinatezza tecnica era costituita da un alzo micrometrico opzionale, a ritto e tacca verticale, per i tiri a lunghe distanze, essendo l'arma concepita fin dall'inizio come arma di precisione. Vi era anche un tradizionale alzo a ritto e cursore, saldato sulla canna, per le normali esigenze di tiro. I modelli prodotti furono il 1851, 1852, 1853, 1859, 1861 e 1863 che differiscono per pochi dettagli tecnici.
Dal 1874 lo Sharps fu prodotto per le cartucce metalliche a percussione anulare, e scomparve il luminello sostituito da un percussore a molla. La sicurezza e robustezza della chiusura a blocco cadente rendeva l'arma a prova di qualsiasi calibro a polvere nera allora esistente, e i fucili Sharps vennero prodotti da moltissimi armaioli in molti calibri, compresi i più potenti, per la caccia ai più grossi mammiferi.
Il fucile Sharps era lungo 1200mm, e venne seguito da una molto più popolare carabina, lunga 97cm. La produzione totale, secondo E.Ezell (Guns, ed. 1999) fu di 120.000 esemplari, di cui oltre 90.000 carabine.

## Storia

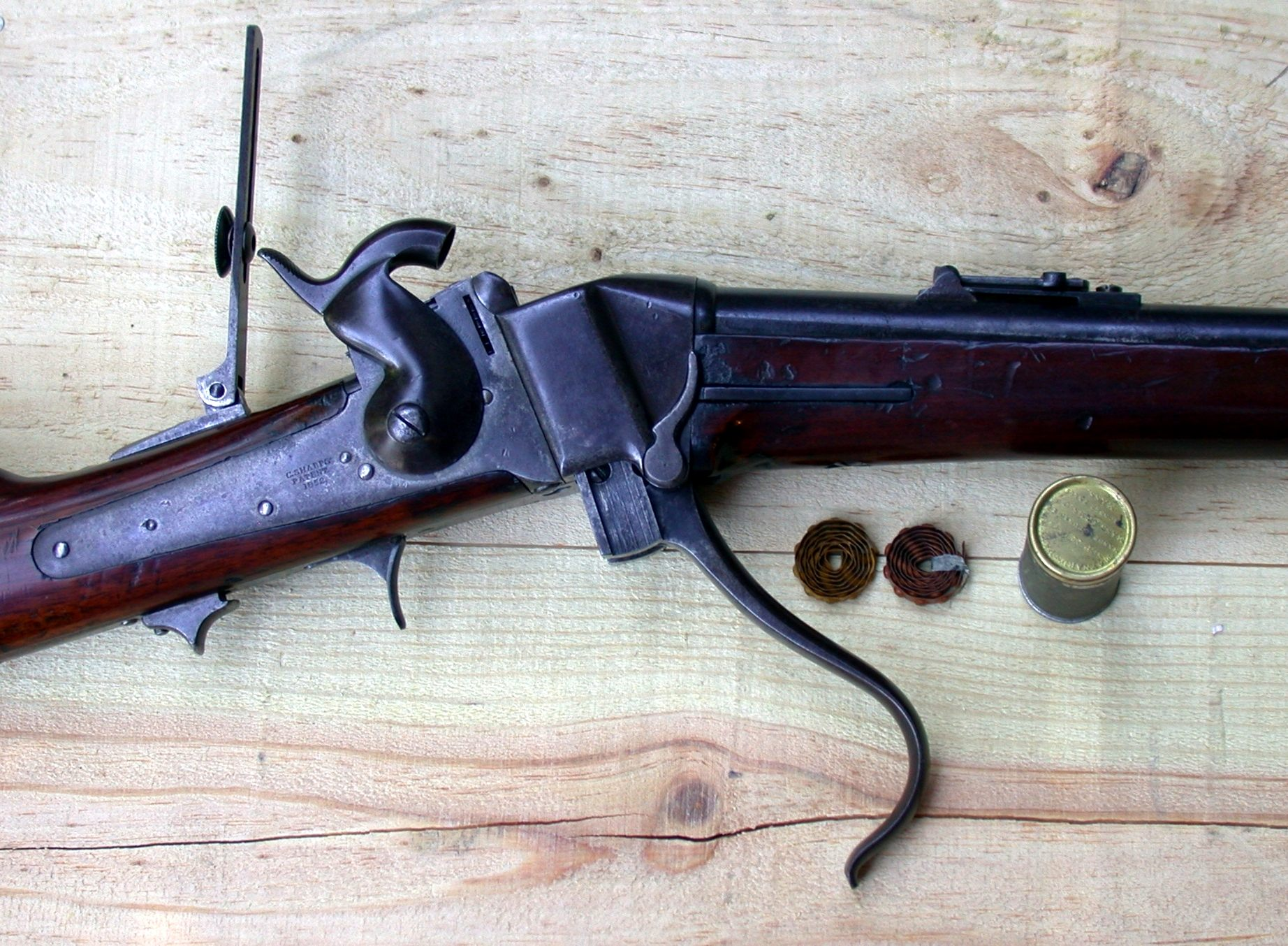
veduta di uno Sharps 1852 con blocco aperto: la leva di armamento è aperta, e ha causato l'abbassamento del blocco e l'armamento del cane. A questo punto occorre inserire una cartuccia in camera. Muovendo poi la leva verso l'alto, l'otturatore si solleva chiudendo la culatta e automaticamente un innesco viene collocato sul luminello prelevandolo dal nastro (visibile in basso).

Christian Sharps,  il 12 settembre 1848 depositò l'invenzione di un fucile a retrocarica e a percussione, ideato poco prima a Cincinnati. I primi esemplari furono prodotti all'inizio del 1850 dalla A.S. Nipples di Mills Creek, Filadelfia (Pennsylvania). In seguito, nel 1851, Sharps con alcuni soci fondò la Sharps Rifle Manufacturing Co. a Hartford (Connecticut), con le avanzate attrezzature della Robin & Lawrence, proprietaria degli impianti, e ottennero una richiesta di 6.000 pezzi per i cavalleggeri britannici. Il Model 1851, primo modello di fucile prodotto, ottenne un notevole successo con un  primo contratto per Sharps di 10.000 esemplari, seguito poi da un secondo, per altri 15.000 fucili. Nel 1853, seguì il Model 1853
Nel 1855, Sharps si separò dai soci cambiando la ragione sociale in C. Sharps & Co., con sede sempre a Philadelphia. Richard Lawrence però rimase il suo capo armaiolo fino al 1872, e a lui si devono le innovazioni che resero l'arma così popolare. Nel 1874 apparve il Model 1874, che per la prima volta usava una cartuccia metallica, mantenendo però lo stesso meccanismo a blocco cadente che aveva fatto la fortuna dell'arma.
Nel 1878, il celebre Hugo Borchardt disegnò il Model 1878, ultimo modello prodotto da Sharps che cessò l'attività nel 1881.

## Impiego
1117 fucili Sharps 1853 presero la strada del Kansas e vennero utilizzati nella cosiddetta "Guerra del Kansas" (Bleeding Kansas), gli scontri occasionali fra sostenitori e oppositori della schiavitù nel Middle Border poco prima della Guerra di Secessione. 200 di questi fucili, il 16 ottobre del 1859, presero parte al raid di John Brown all'arsenale di Harper's Ferry. L'arma divenne subito una delle più ricercate tra gli abitanti del West e della Frontiera: precisa, potente, robusta e facile da caricare, era decisamente avanzata per i suoi tempi, ossia il decennio 1850-60.
Durante la Guerra di Secessione, i fucili Sharps furono molto popolari sia con le truppe federali che con quelle confederate e venne prodotto in molte ditte sia al Nord che al Sud. La C. Sharps & Co. fu messa sotto contratto dal governo federale e gli ordini arrivarono a 89.293 tra fucili e carabine, tutti destinati ai federali. Un certo colonnello Hiram Berdan, celebre tiratore, organizzò addirittura un reggimento denominato "Berdan's Sharpshooters" ("tiratori Sharps di Berdan"), composto solo di tiratori armati con il fucile Sharps. Nel 1870, 8.609 di queste armi partirono per la Francia, allora impegnata contro i prussiani.
Dopo la Guerra di Secessione, lo Sharps armò i coloni e i cacciatori, specie di grossa selvaggina, poiché l'arma era abbastanza robusta per camerare anche i più esuberanti calibri a polvere nera allora prodotti, e poteva affrontare anche orsi e bisonti. C'era chi raccontava di aver ucciso con tale arma 120 bufali in 40 minuti. Un ritmo di tiro rapido però arroventava la canna rovinando del tutto il fucile. (Stuart N. Lake "Wyatt Earp - Frontier Marshal"). Il Model 1874, che impiegava una cartuccia metallica anziché in carta, diede nuova popolarità all'arma di Sharps e i modelli dotati di alzo micrometrico, per tiri a lunga distanza (800-1000 metri) divennero proverbiali per la loro efficacia. Molti furono anche prodotti nel calibro regolamentare .50-70 government, usato dai militari nelle guerre indiane.
La Sharps, dopo il 1881, venne via via surclassato da armi a ripetizione più moderne e performanti, ma alcuni cacciatori europei in Africa lo preferivano ancora ad inizio '900, per la sua affidabilità e potenza.
Il fucile Sharps è indirettamente il protagonista del film Carabina Quigley con Tom Selleck, dove viene data anche una descrizione dell'arma. Prima ancora, è comparsa nel film Io sono Valdez del 1971 con Burt Lancaster, come arma usata dal protagonista (caricando i proiettili con il doppio della polvere da sparo e citando testualmente "carica doppia" nelle scene finali del film, quando viene interrogato sulla natura del fucile utilizzato).
Oggi, i fucili Sharps vengono ancora prodotti da diversi fabbricanti come repliche per uso sportivo e per gli appassionati delle armi western.

## Specifiche Tecniche
- Calibro: .52 pollici, convertito a .45-70 dal 1873;
- Lunghezza: 1200 mm;
- Lunghezza Canna: 559 mm;
- Peso: 4,3 kg;
- Cadenza di tiro: 8-10 colpi minuto;
- Gittata Massima: 900-1000 m;
- Gittata Utile: 500 m;